# Antigenderové hnutí

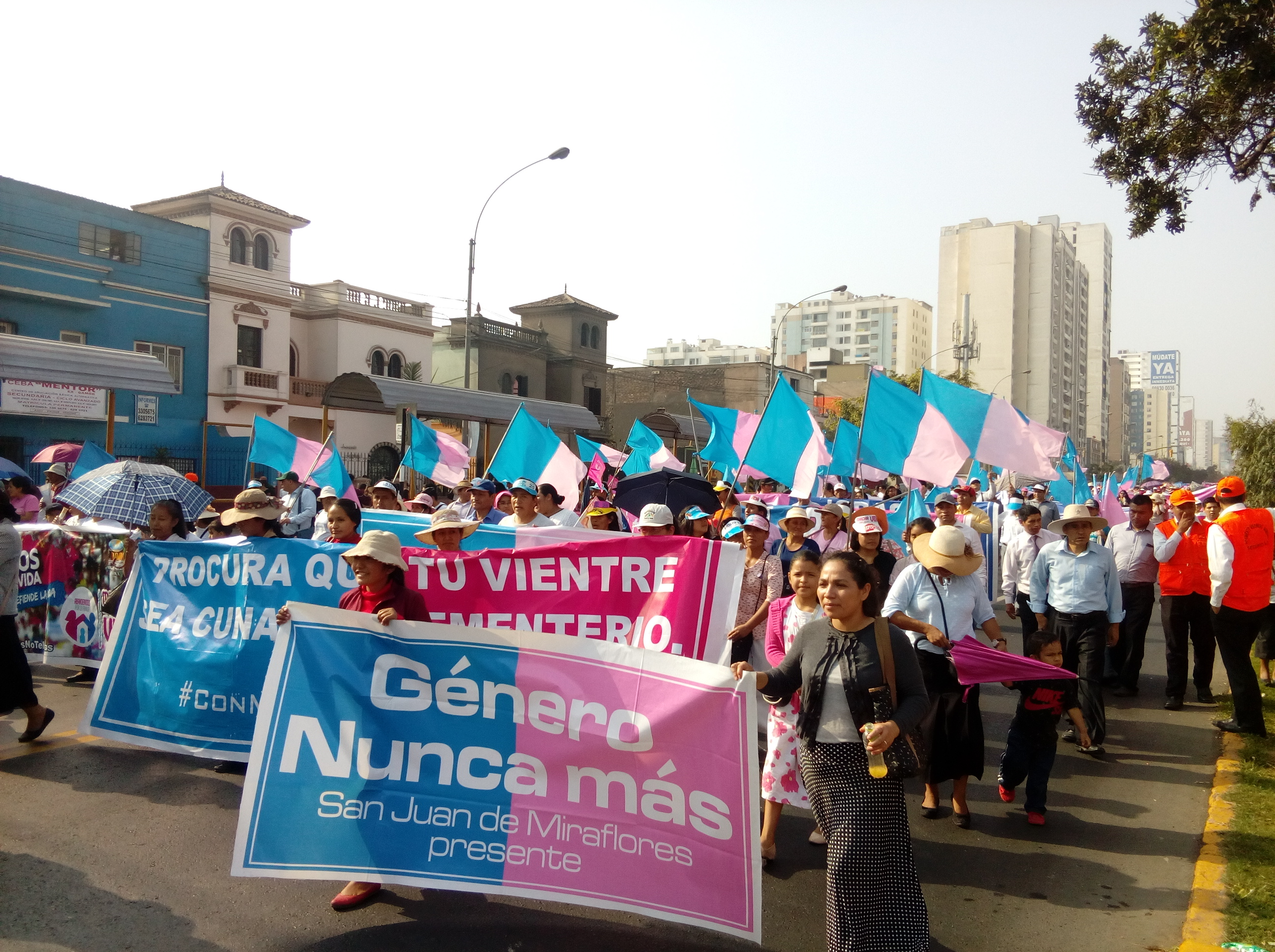
„Už žádný gender“: demonstranti z Con mis hijos no te metas během protipotratového pochodu v Limě, 2018

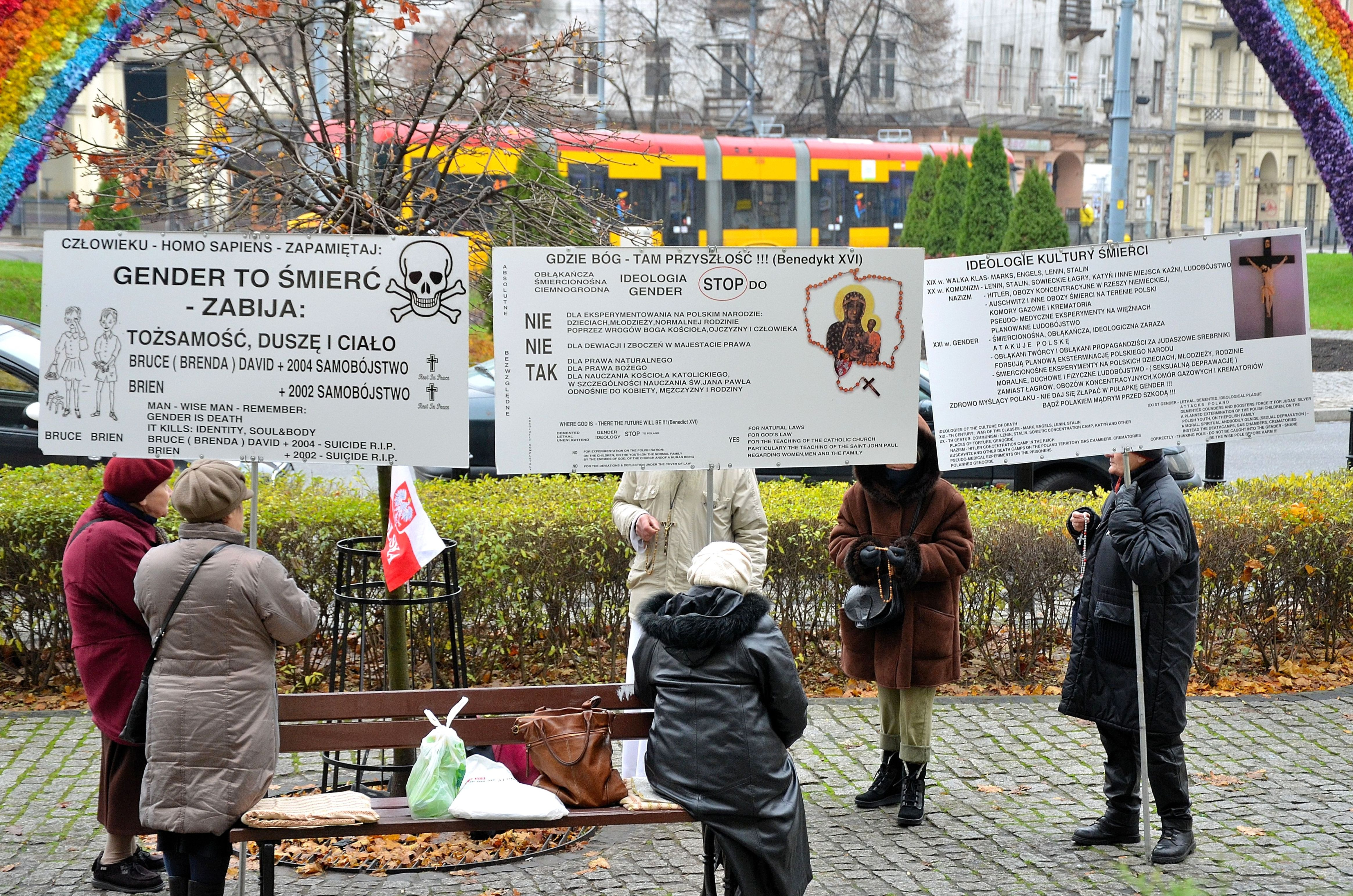
„Gender je smrt - zabíjí identitu, duši i tělo“: shromáždění proti „genderové ideologii“ ve Varšavě, 2014

Antigenderové hnutí (anti-gender movement) je mezinárodní hnutí, které se staví proti tomu, co označuje jako genderovou ideologii, genderovou teorii nebo genderismus. Tyto pojmy však nemají ucelenou definici a zahrnují celou řadu otázek. Myšlenka genderové ideologie (představa, že existuje tajné spiknutí, které chce rozvrátit společnost) je vědci označována za morální paniku nebo konspirační teorii.
Stoupenci antigenderového hnutí vystupují proti některým reprodukčním právům, zejména proti potratům, a také proti některým právům LGBT (zejména proti manželství osob stejného pohlaví) a některým kampaním proti sexuálnímu násilí. Kromě toho se také staví proti sexuální výchově ve školách, výuce genderových studií a programům zaměřených proti šikaně.
Antigenderové hnutí začalo v 90. letech 20. století a vychází z katolické teologie. Protesty, které na něj široce upozornily, však začaly až někdy v letech 2012–2013. Zpráva Evropského parlamentu spojila vzestup tohoto hnutí v Evropě s dezinformačními kampaněmi, které z velké části sponzoruje Rusko.

## Terminologie
Výraz antigenderové (anti-gender) se v anglicky mluvících komunitách používá zřídka. Používá se především v jiných jazycích, aby zastánci antigenderového hnutí zdůraznili „cizost“ progresivní politiky spojené s genderem, sexualitou nebo reprodukčními právy.
Pojem genderové ideologie nemá ucelenou definici a zahrnuje celou řadu otázek; z tohoto důvodu jej akademičky Stefanie Mayerová a Birgit Sauerová označily za „prázdné označení“ nebo souhrnný termín „pro vše, čím konzervativní katolíci pohrdají“. Termín genderová ideologie a příbuzné termíny genderová teorie a genderismus, které se používají zaměnitelně, nejsou ekvivalentem akademické disciplíny genderová studia, v jejímž rámci existují značné kontroverze a neshody. Zastánci antigenderového hnutí si těchto debat a neshod často nejsou vědomi.
Elizabeth Corredorová píše, že „genderová ideologie slouží jako politický i epistemologický protimluv k emancipačním koncepcím genderu, pohlaví a sexuality“. Dodává, že antigenderové hnutí kombinuje rétoriku „genderové ideologie“ s pokusy o využití existujících rozporů v rámci LGBT a feministických hnutí. Hnutí obviňuje různé aktéry z toho, že jsou nositeli „genderové ideologie“, včetně „liberálních, zelených nebo levicových politiků, aktivistů za práva žen, LGBT aktivistů, úředníků veřejné správy odpovědných za genderovou politiku a vědců zabývajících se genderovými studii“.

## Teorie vzniku
Existují různé teorie o tom, kdy a kde vzniklo antigenderové hnutí, přičemž nejčastěji se považuje za katolickou reakci na mezinárodní konference v polovině 90. let 20. století.

### Katolická reakce na mezinárodní konference v polovině 90. let 20. století
Většina vědců zabývajících se antigenderovým hnutím datuje jeho vznik do 90. let 20. století, kdy se v katolické církvi vedly diskuse proti výsledkům Mezinárodní konference OSN o populaci a rozvoji z roku 1994 a Světové konference o ženách z roku 1995, po nichž OSN začala uznávat sexuální a reprodukční práva. Svatý stolec se obával, že toto uznání povede k potratům jako lidskému právu, delegitimizaci mateřství a normalizaci homosexuality. Pojem gender pak Svatý stolec chápal jako „strategický prostředek k útoku na přirozenou rodinu a její destabilizaci“. V roce 1997 napsal americký protipotratový novinář Dale O'Leary knihu s názvem The Gender Agenda: „Genderová agenda vplouvá do společenství nikoli jako vysoká loď, ale jako ponorka, odhodlaná odhalit ze sebe co nejméně“. V katolickém myšlení se pojem genderové ideologie vynořil z teologie těla Jana Pavla II., v níž jsou pohlaví považována za odlišná a vzájemně se doplňující. Ačkoli myšlenky antigenderového hnutí byly rozvinuty do roku 2003, protesty s ním spojené se poprvé objevily ve většině evropských zemí kolem roku 2012-2013. Ačkoli je stále prosazováno katolickými aktéry, do roku 2019 se antigenderové hnutí rozšířilo obecněji v celé pravici.

### Církevní původ v 80. letech 20. století
Alternativně se antigenderové hnutí datuje do počátku 80. let, kdy si kardinál Joseph Ratzinger, pozdější papež Benedikt XVI., všiml, že feministické knihy, které tvrdí, že pohlaví je sociálně konstruované, jsou v Německu bestsellery, a všiml si změn v německých zákonech, které umožňují trans lidem legálně změnit pohlaví. Výzkumnice Mary Anne Caseová proto tvrdí, že „nároky na práva trans lidí byly tedy spolu s feministickými nároky základním prvkem, nikoliv nedávným přírůstkem do sféry zájmu Vatikánu o 'gender' a zaměření tohoto zájmu na vývoj světského práva“.

## Pozdější vývoj
Pearce et al. uvádí, že koncept genderové ideologie se začal používat přibližně od roku 2016 také v trans-exkluzivním radikálním feministickém (TERF) diskurzu.
Zpráva, kterou si nechal vypracovat Evropský parlament, zjistila, že antigenderové aktivity v Evropě jsou z velké části financovány ruskými a americkými subjekty.

## Ústřední postavy a problémy
Mezi hlavní zastánce antigenderového hnutí patří Dale O'Leary, Michel Schooyans, Tony Anatrella, Gabriele Kuby a Marguerite Peeters. Podle Łukasze Wawrowského není možné vést vědecký diskurz mezi vědci zabývajícími se genderovými studii a zastánci antigenderového hnutí. Pro genderová studia je totiž gender vědecký koncept, který lze zkoumat a falzifikovat, zatímco zastánci antigenderového hnutí odvozují své argumenty z transcendentních pravd předaných Bohem, které nepodléhají empirickému ověření.
Zastánci antigenderového hnutí vystupují proti některým reprodukčním právům, zejména proti potratům, a také proti některým právům LGBT (zejména proti manželství osob stejného pohlaví) a některým kampaním proti sexuálnímu násilí. Kromě toho se také staví proti sexuální výchově ve školách, výuce genderových studií a programům zaměřených proti šikaně. Podle Kovátse ne všechna hnutí spadající pod označení „anti-gender“ (tím, že se staví proti „genderu“ nebo „genderové ideologii“) jsou otevřeně antifeministická nebo anti-LGBT. Uvádí, že antigenderové hnutí je nový fenomén odlišný od dřívějšího antifeminismu a homofobie. Antigenderové hnutí není synonymem pro krajní pravici, neboť ne všechna krajně pravicová hnutí zastávají antigenderové názory a antigenderová témata přesahují rámec krajní pravice.

### „Genderová ideologie“
Antigenderové hnutí často používá termín „genderová ideologie“. Antigenderoví aktivisté mohou líčit EU a mezinárodní organizace jako manipulované lobbisty, například americkými miliardáři, svobodnými zednáři, feministkami nebo Židy. Aby podpořili myšlenku, že gender je cizí pojem vnucený zkorumpovanými elitami, často používají anglické slovo gender, nikoli překlad do domácího jazyka.
Zastánci antigenderového hnutí se prezentují jako obránci svobody slova, myšlení a svědomí proti „genderové ideologii“, kterou označují za „totalitní“.
Někteří stoupenci antigenderového hnutí považují „genderovou ideologii“ za totalitní ideologii, horší než komunismus nebo nacismus. Údajně ji prosazuje tajné spiknutí nebo nadnárodní subjekty (například Evropská unie, Světová zdravotnická organizace nebo OSN) s cílem oslabit, podkopat nebo zničit rodiny, katolickou církev, národ nebo západní civilizaci.

## Související koncepty
Podle sociologů Romana Kuhara a Davida Paternotta „vynález 'genderové ideologie' úzce souvisí s debatami v katolické církvi“. Papež František prohlásil, že „genderová ideologie“ by podkopala postoj katolické církve k otázce komplementarity pohlaví, přirovnal ji k jaderným zbraním a řekl, že je to jeden z „Herodů, kteří ničí, kteří spřádají plány smrti, kteří znetvořují tvář muže a ženy a ničí stvoření“. V roce 2019 vydala katolická církev první významný dokument zabývající se konkrétně „genderovou ideologií“, podle níž existují pouze dvě biologicky určená pohlaví.Podle Corredora,
perspektiva Svatého stolce hluboce závisí na stabilním a předvídatelném korelačním vztahu mezi biologickým pohlavím, genderovou identitou a heterosexuální orientací, která je v církevním pojetí vyjádřena jako jediná přirozená jednota mysli, těla a duše. Protože se věří, že tato jednota je zakořeněna v přirozeném a božském zákoně - jako přímé Boží stvoření -, přesahuje politické, historické a společenské uspořádání utvářené člověkem.
Antigenderové hnutí je úzce spjato s pravicovým populismem, nacionalismem a křesťanskou pravicí. Podle Kuhara a Paternotta „antigenderové kampaně [nejsou] přímým důsledkem pravicově populistické vlny, ale posun k pravici tyto kampaně posiluje a poskytuje jim nové příznivce, kteří převzali koncept 'genderové ideologie', který sdílí některé ideologické struktury s pravicově populistickou ideologií“. V souladu s jejich populistickým rámováním jsou referenda často využívána k zajištění výsledků, které si antigenderové hnutí přeje.

## Analýzy a reakce
Je sporné, do jaké míry je antigenderové hnutí reakcí na události a jiná hnutí, nebo proaktivním hnutím snažícím se o společenskou změnu.
Podle Marty Rawłuszko je antigenderové hnutí částečně zpětnou reakcí (v sociologii nazývané backlash) na přenesení moci z demokraticky zvolených národních vlád na nevolené orgány pro rovnost a mezinárodní organizace, jako je Evropská unie, které požadují změny. Protože tyto politiky neschvalují voliči ani jejich volení zástupci, vytvářejí demokratický deficit. Autorka konstatuje, že „politiky rovnosti žen a mužů jsou prováděny bez zapojení širšího publika nebo veřejné diskuse“. Paternotte však odmítá, že by antigenderové hnutí bylo zpětnou reakcí, a píše, že tato myšlenka je „koncepčně chybná, empiricky slabá a politicky problematická“, protože srovnávací výzkumy ukázaly, že v různých zemích je antigenderový aktivismus „vyvolán velmi odlišnými problémy“.
Vznik a úspěch antigenderových hnutí považuje politoložka Eszter Kovátsová za symptom hlubší socioekonomické, politické a kulturní krize liberální demokracie a reakci na neoliberalismus. Podobně politoložka Birgit Sauerová označuje tato hnutí mimo jiné za reakci na deregulaci, prekarizaci práce, erozi sociálního státu a prohlubování rozdílů mezi bohatými a chudými. Socioložka Weronika Grzebalska a politoložky Eszter Kováts a Andrea Pető v časopise LuXemburg z roku 2018 analyzují pojem gender jako „symbolické lepidlo“ antigenderových hnutí, které spojuje různé politické a náboženské aktéry, kteří by jinak vzájemně nespolupracovali. „Genderovou ideologii“, proti níž se tito aktéři mobilizují, považují za metaforu nejistoty a nespravedlnosti, kterou produkuje neoliberální socioekonomický řád.
Ti, kteří podporují genderovou ideologii, jsou delegitimizováni, popírají pluralismus a podkopávají liberální demokracii podobně jako krajní pravice. Lorena Sosa, odborná asistentka Nizozemského institutu pro lidská práva (SIM), uvádí, že anti-genderové hnutí zpochybňuje lidská práva, jako je ochrana před násilím na ženách, a přispívá k erozi demokracie.
Pető tvrdí, že toto hnutí „je prosyceno nenávistí“ a odkazuje na internetové obtěžování výzkumníků v oblasti genderu. V roce 2021 filozofka Judith Butlerová označila antigenderové hnutí za fašistický směr a varovala samozvané feministky před spojenectvím s takovými hnutími, která se zaměřují na trans, nebinární a genderqueer osoby. V článku z roku 2019 Butlerová tvrdila, že „zmatení diskurzů je součástí toho, co tvoří fašistickou strukturu a přitažlivost přinejmenším některých z těchto [antigenderových] hnutí. Lze se postavit proti genderu jako kulturnímu importu ze Severu a zároveň lze právě tento odpor vnímat jako sociální hnutí proti další kolonizaci Jihu. Výsledkem není obrat k levici, ale přijetí etnonacionalismu“.
V srpnu 2021 komisařka Rady Evropy pro lidská práva Dunja Mijatovićová uvedla, že antigenderová hnutí „instrumentalizují existující společenské předsudky a verbálně útočí na LGBTI osoby, aby dosáhli politických cílů ve svůj vlastní prospěch“, a uvedla, že „útoky na LGBTI osoby za účelem politického zisku jsou nákladnou strategií, která poškozuje životy a blaho postižených a obecně podkopává sociální soudržnost“. Komisařka uvedla, že „pronikáním na politickou scénu mají antigenderová hnutí stále lepší předpoklady k tomu, aby podkopávala ochranu lidských práv v Evropě“, a uzavřela, že „tím, že se postavíme za LGBTI osoby, bráníme stejnou lidskou důstojnost všech, chráníme blahobyt našich společností a sílu našeho cenného systému lidských práv“.

### Morální panika
Myšlenka genderové ideologie byla popsána jako morální panika nebo konspirační teorie. Podle dvou politických psychologů píšících pro The Conversation přispěla tato konspirační teorie v roce 2020 v Polsku k debatě o tom, „zda je pandemie koronaviru trestem za genderovou teorii“. Průzkum agentury Ipsos z října 2019 ukázal, že většina polských mužů mladších 40 let se domnívá, že „hnutí LGBT a genderová ideologie“ jsou „největší hrozbou, které čelí v 21. století“.

## Podle oblasti

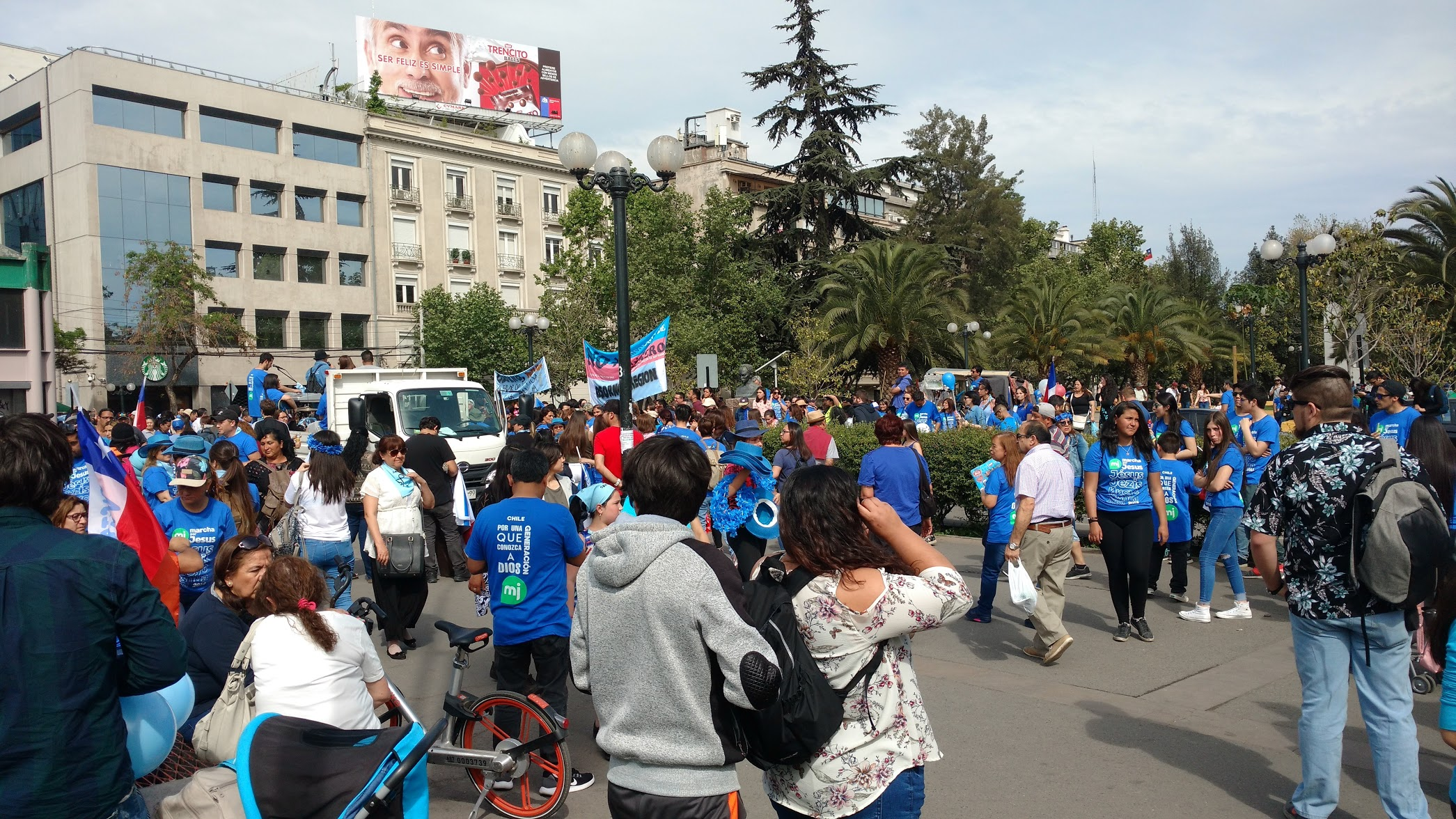
Pochod proti „genderové ideologii“ v Chile, 27. října 2018

Antigenderové hnutí se objevilo v Evropě na začátku roku 2010 a v roce 2019 se prosadilo i v Latinské Americe. Hnutí je nadnárodní, kampaně v různých zemích přebírají strategie a rétoriku z jiných zemí. V jednotlivých zemích se však antigenderové hnutí překrývá s apely na nacionalismus a národní suverenitu.
Kromě katolicismu používají antigenderovou rétoriku i další křesťané, konfuciáni, hinduisté, muslimové a židé.

### Evropa
Před vznikem antigenderového hnutí se aktivisté a vědci domnívali, že Evropa nezadržitelně směřuje k úplné genderové rovnosti a plným právům LGBT, a vážný odpor proti nim byl považován za pozůstatek minulosti nebo za fenomén omezený na východní Evropu a katolické země. Antigenderové hnutí ukázalo, že je tento předpoklad nesprávný. Od 90. let 20. století Evropská komise podmiňovala nárok na financování ze strukturálních fondů a Fondu soudržnosti místní politikou rovnosti žen a mužů, což vedlo k rychlým změnám po vstupu Polska do Evropské unie v roce 2004.
V únoru 2019 přijal Evropský parlament usnesení proti „odmítavých reakcích vůči ženským právům a rovnosti žen a mužů v EU“.

#### Francie

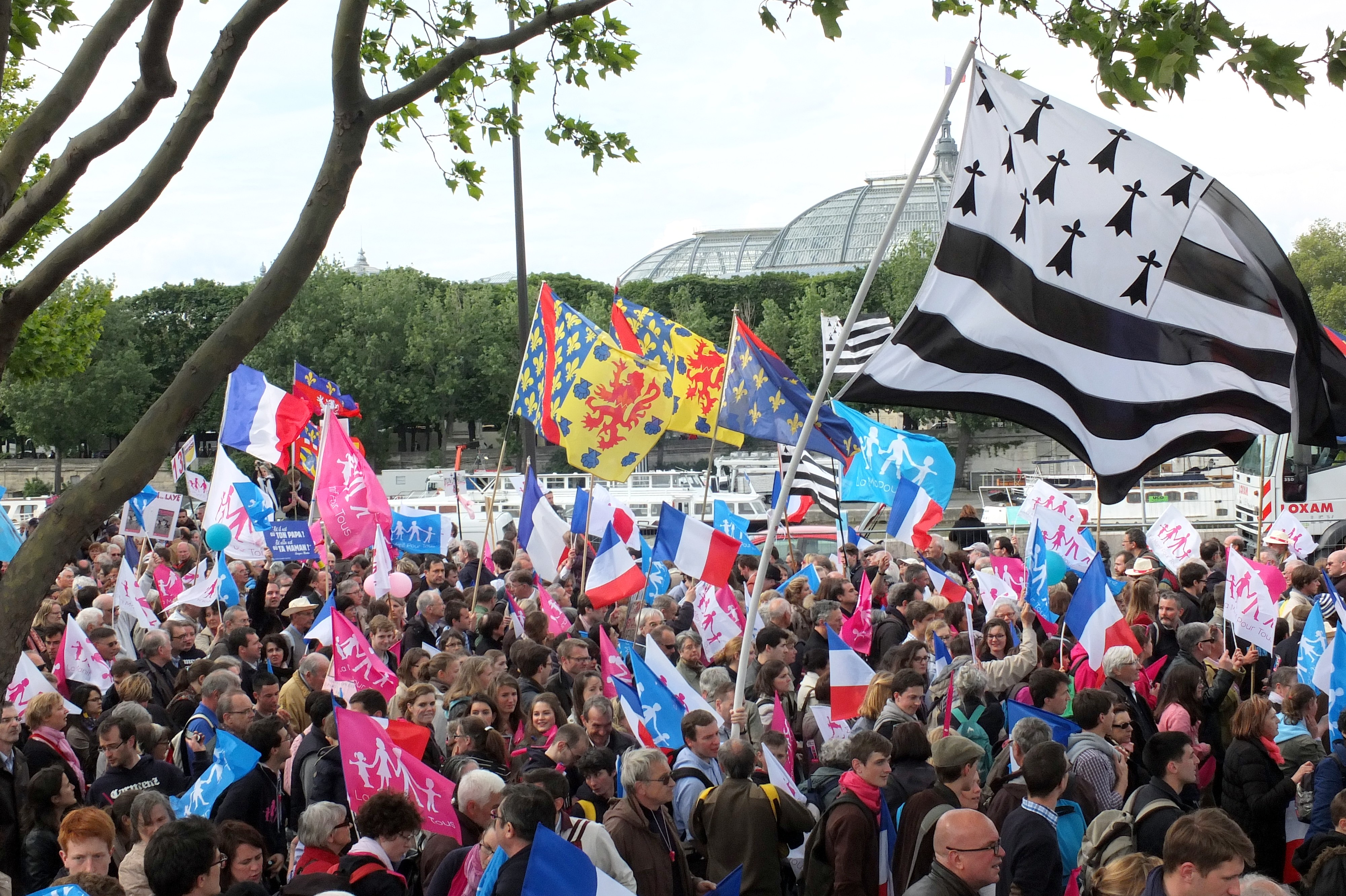
Demonstrace La Manif pour tous, 26. května 2013 v Paříži

V čele antigenderového hnutí ve Francii stojí Farida Belghoulová a protestní hnutí La Manif pour tous (LMPT), které vzniklo počátkem roku 2013 jako odpor proti sňatkům osob stejného pohlaví ve Francii a po legalizaci sňatků osob stejného pohlaví v květnu 2013 se změnilo na odpor proti školním vzdělávacím programům zaměřeným na rovnost. Antigenderové hnutí šíří nepravdivé fámy a hoaxy, jako je například tvrzení, že se ve francouzských mateřských školách vyučuje masturbace. Profesor Jayson Harsin analyzuje LMPT jako pravicově populistické a postpravdivé hnutí.

#### Německo
V Německu se pravicoví extremisté a pravicoví populisté mobilizovali proti konceptu „genderového šílenství“ (Genderwahn), které neonacisté ve výzvě z roku 2013 označili za „zbraň“ proti „německému lidu“.
I mimo krajní pravici se o genderovém mainstreamingu (strategii, jejímž cílem je dosažení rovného postavení žen a mužů) kriticky diskutuje od roku 2006, kdy Eva Hermanová komentovala roli žen ve společnosti a Frankfurter Allgemeine Zeitung debatoval o „politickém přeřazení pohlaví“. Pravicoví extremisté toho využili jako předehry k cílené kampani proti genderovému mainstreamingu.
Od roku 2013 se navíc proti sňatkům osob stejného pohlaví a gender mainstreamingu mobilizuje fundamentalistická křesťanská protestní aliance Demo für Alle.

#### Maďarsko
Eszter Kováts a Andrea Pető v roce 2017 napsaly, že v zemi „neexistuje žádné významné antigenderové hnutí“, ale „hmatatelný antigenderový diskurz“, zejména v pozdějších letech 2010, který se doposud jen sporadicky protínal s celostátní veřejnou debatou. Uvádějí, že maďarský antigenderový diskurz se objevil v roce 2008, kdy byla vydána učebnice, která se nelíbila jednomu poslanci strany Fidesz. Politik prohlásil, že učebnice obsahuje „genderovou ideologii“ a že „největším nebezpečím tohoto trendu je, že společnost ztratí svou sexuální identitu“. V politice se antigenderový diskurz poprvé prosadil v roce 2010, kdy levicová vláda vložila do školních osnov větu, podle níž by se pedagogové v raném věku měli „záměrně vyhýbat jakémukoli posilování genderových stereotypů a napomáhat odbourávání předsudků týkajících se společenské rovnosti pohlaví“. Pravicová média této změně věnovala velkou pozornost, protože údajně podporovala „genderovou ideologii“.

#### Itálie
Antigenderové hnutí v Itálii podporuje strana Liga severu a skupiny Pro Vita (spojená s neofašistickou stranou Nová síla) a italská odnož Le Manif pour Tous. V italských parlamentních volbách v roce 2018 zařadila Lega Nord na své volební kandidátní listiny zástupce katolické církve, čímž stvrdila spojenectví s antigenderovým hnutím.

#### Polsko

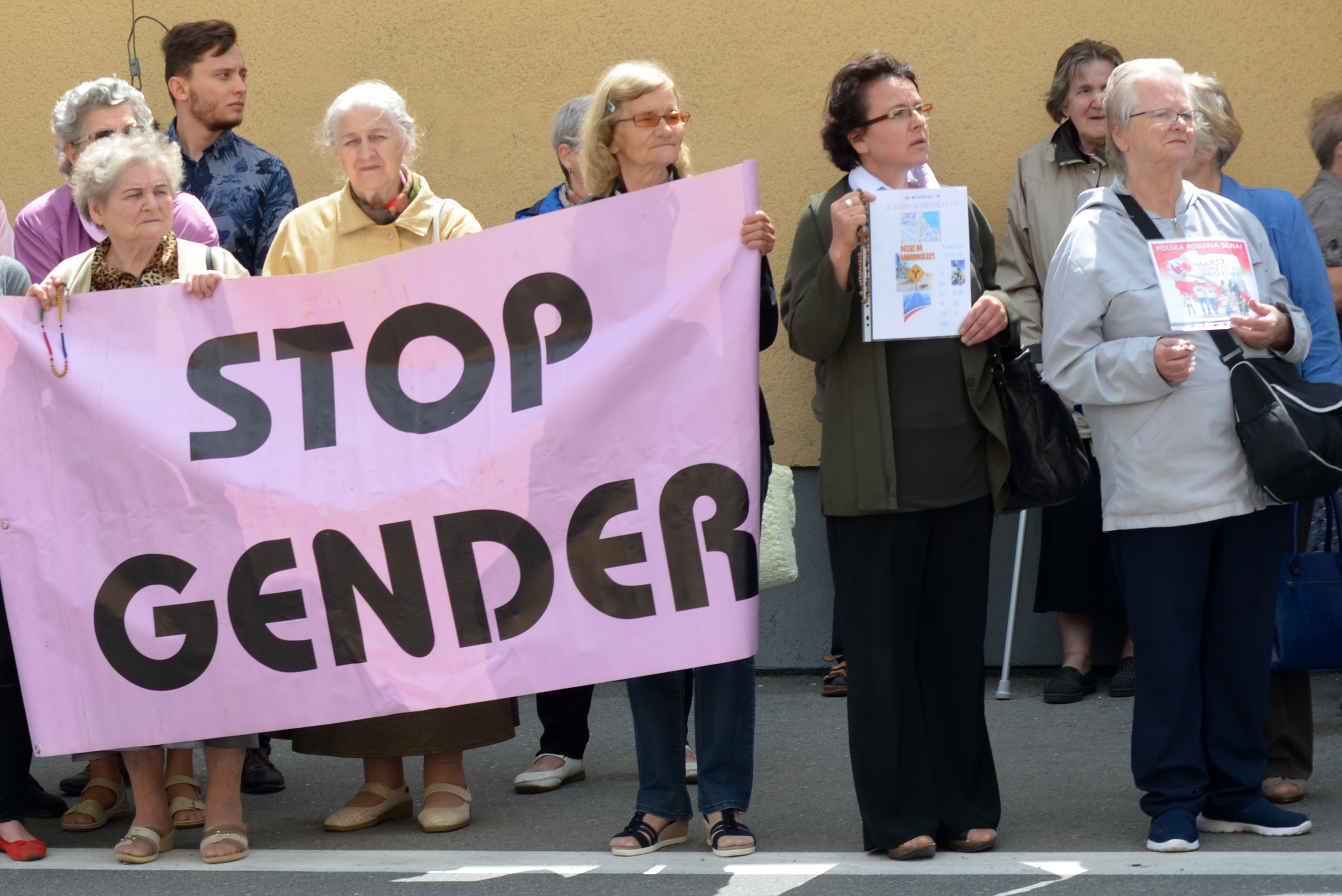
Katoličtí protestující proti homosexuálům během pochodu za rovnoprávnost v Rzeszówě v roce 2018

Koncem roku 2013 se termín gender, který byl do té doby omezen na akademický diskurz, zpopularizoval jako součást antigenderové kampaně pravice a katolické církve. Kampaň proti „genderové ideologii“ prosazuje vládnoucí nacionálně-konzervativní strana Právo a spravedlnost (PiS), představitelé hierarchie katolické církve a radikálněji nacionalistické skupiny, s nimiž PiS splývá: Všepolská mládež, Národní obrození Polska a Národně-radikální tábor. Píší o tom sociologové Piotr Żuk a Pavel Żuk: „Pravice v Polsku vnímá feministické i homosexuální kruhy jako hrozbu pro národní identitu spojenou s katolickým náboženstvím a jako ohrožení tradičního modelu rodiny a společenského řádu“. Anti-LGBT rétorika polské pravice zesílila po skončení evropské migrační krize v roce 2015, během níž se výrazně projevila proti-migrační rétorika. Spolu s protiuprchlickou rétorikou sloužila LGBT komunita jako obětní beránek nebo démonizovaný nepřítel, kterého vyžaduje populistická politika.
Průzkum provedený v roce 2020 na reprezentativním vzorku 1 000 Poláků zjistil, že 30 % z nich věří v existenci genderového spiknutí, „definovaného jako tajný plán na zničení křesťanské tradice částečně prostřednictvím převzetí kontroly nad veřejnoprávními médii“. Průzkum zjistil, že víra v genderové spiknutí nekoreluje s religiozitou; silně souvisí s přesvědčením, že katolická církev by měla zaujímat výsadní postavení ve společnosti, a s odmítáním LGBT lidí jako bližních. Marta Rawłuszko naznačuje, že Poláci mohou být náchylní k vyhledávání spiknutí kvůli skutečným spiknutím v době komunistické vlády. V červnu 2020 vzbudil pozornost polský prezident Andrzej Duda z PiS, když před polskými prezidentskými volbami v roce 2020 označil LGBT za „ideologii“ a formu „neobolševismu“.

### Severní Amerika

#### Spojené státy americké
V roce 2021 se v Portoriku konal pochod proti zavedení „genderového kurikula“ ve veřejných školách, které bylo vytvořeno za bývalého guvernéra Alejandra Garcíi Padilly a uzákoněno za guvernéra Pedra Pierluisiho. Účastníci pochodu, kterých bylo několik desítek tisíc, označili akci za pochod proti „genderové ideologii“. Mezi řečníky byli biskup Daniel Fernández Torres, politolog Agustín Laje a další náboženští představitelé.

### Latinská Amerika

#### Brazílie
Brazilský prezident Jair Bolsonaro označil „genderové ideology“ za sílu, která stojí proti konzervativnímu křesťanství. Řekl také, že chce zakázat „genderovou ideologii ve školách“.

#### Kolumbie
V roce 2016 se v Kolumbii konalo referendum o dohodě o příměří s povstalci. Evangelikální křesťanské nátlakové skupiny a pravicoví politici, kteří se stavěli proti této mírové dohodě, tvrdili, že ochrana LGBT osob ve smlouvě je „nástrojem k prosazení genderové ideologie“. To pomohlo motivovat velkou část evangelikálních voličů, aby se postavili proti dohodě, kterou nakonec voliči odmítli poměrem 50,22 % (ne) ku 49,78 % (ano).

### Použitá
- BELLÈ, Elisa; POGGIO, Barbara. Populism on the loose. Redakce Kovala Urpo. [s.l.]: Nykykulttuurin tutkimuskeskuksen julkaisuja, 2018. Dostupné online. ISBN 978-951-39-7401-5. Kapitola New faces of populism: the Italian 'anti-gender' mobilization.
- DONÀ, Alessia. The populist Italian Lega from ethno-regionalism to radical right-wing nationalism: backsliding gender-equality policies with a little help from the anti-gender movement. European Journal of Politics and Gender. 2020, s. 161–163. doi:10.1332/251510819X15657567135115. S2CID 202306955.
- CAREAGA-PÉREZ, Gloria. Moral Panic and Gender Ideology in Latin America. Religion and Gender. 2016, s. 251–255. doi:10.18352/rg.10174.
- CORREDOR, Elizabeth S. Unpacking 'Gender Ideology' and the Global Right's Antigender Countermovement. Signs: Journal of Women in Culture and Society. 2019, s. 613–638. doi:10.1086/701171. S2CID 150203294.
- DAHL, Ulrika; KENNEDY-MACFOY, madeleine. (Anti) Gender Studies and Populist movements in Europe. European Journal of Women's Studies. 2020, s. 282–284. doi:10.1177/1350506820929220. S2CID 219756407.
- GALLOT, Fanny; PASQUIER, Gaël. L'école à l'épreuve de la 'théorie du genre' : les effets d'une polémique: Introduction. Cahiers du Genre. 2018, s. 5–. doi:10.3917/cdge.065.0005.
- GRAFF, Agnieszka. Report from the gender trenches: War against 'genderism' in Poland. European Journal of Women's Studies. 2014, s. 431–435. doi:10.1177/1350506814546091. S2CID 147367936.
- GRAFF, Agnieszka. 'Gender Ideology': Weak Concepts, Powerful Politics. Religion and Gender. 2016, s. 268–272. doi:10.18352/rg.10177.
- HARSIN, Jayson. Post-Truth Populism: The French Anti-Gender Theory Movement and Cross-Cultural Similarities. Communication, Culture and Critique. 2018, s. 35–52. doi:10.1093/ccc/tcx017.
- KOVÁTS, Eszter. Gender and Far Right Politics in Europe. Redakce Köttig Michaela. [s.l.]: Springer, 2016. ISBN 978-3-319-43533-6. Kapitola The Emergence of Powerful Anti-Gender Movements in Europe and the Crisis of Liberal Democracy, s. 175–189.
- KOVÁTS, Eszter; PETŐ, Andrea. Anti-Gender Campaigns in Europe: Mobilizing against Equality. Redakce Kuhar Roman. [s.l.]: Rowman & Littlefield, 2017. ISBN 978-1-78660-001-1. Kapitola Anti-gender discourse in Hungary: A discourse without a movement?, s. 117–132.
- KOVÁTS, Eszter. Questioning Consensuses: Right-Wing Populism, Anti-Populism, and the Threat of 'Gender Ideology'. Sociological Research Online. 2018, s. 528–538. doi:10.1177/1360780418764735. S2CID 149904118.
- KOVÁTS, Eszter. Right-Wing Populism and Gender: European Perspectives and Beyond. Redakce Dietze Gabriele. [s.l.]: transcript Verlag, 2020. ISBN 978-3-8394-4980-6. Kapitola Post-Socialist Conditions and the Orbán Government's Gender Politics between 2010 and 2019 in Hungary, s. 75–99.
- KUHAR, Roman; PATERNOTTE, David. Anti-Gender Campaigns in Europe: Mobilizing against Equality. [s.l.]: Rowman & Littlefield, 2017. ISBN 978-1-78660-001-1. Kapitola Introduction.
- MARCHLEWSKA, Marta; CICHOCKA, Aleksandra; ŁOZOWSKI, Filip; GÓRSKA, Paulina; WINIEWSKI, Mikołaj. In search of an imaginary enemy: Catholic collective narcissism and the endorsement of gender conspiracy beliefs. The Journal of Social Psychology. 2019, s. 766–779. Dostupné online. doi:10.1080/00224545.2019.1586637. PMID 30870100. S2CID 78092505.
- MAYER, Stefanie; SAUER, Birgit. Anti-Gender Campaigns in Europe: Mobilizing against Equality. Redakce Kuhar Roman. [s.l.]: Rowman & Littlefield, 2017. ISBN 978-1-78660-001-1. Kapitola 'Gender ideology' in Austria: Coalitions around an empty signifier.
- PETŐ, Andrea. Gender and Power in Eastern Europe: Changing Concepts of Femininity and Masculinity in Power Relations. [s.l.]: Springer International Publishing, 2021. (Societies and Political Orders in Transition). Dostupné online. ISBN 978-3-030-53130-0. doi:10.1007/978-3-030-53130-0_4. S2CID 228869405. Kapitola Feminist Stories from an Illiberal State: Revoking the License to Teach Gender Studies in Hungary at a University in Exile (CEU), s. 35–44.
- RAWŁUSZKO, Marta. And If the Opponents of Gender Ideology Are Right? Gender Politics, Europeanization, and the Democratic Deficit. Politics & Gender. 2019, s. 301–323. doi:10.1017/S1743923X19000576. S2CID 210541940.
- SOSA, Lorena. Beyond gender equality? Anti-gender campaigns and the erosion of human rights and democracy. Netherlands Quarterly of Human Rights. 2021, s. 3–10. doi:10.1177/0924051921996697. S2CID 232132773.
- WAWROWSKI, Łukasz. Czy jest sens dyskutować z przeciwnikami tzw. ideologii gender?. Chorzowskie Studia Polityczne. 2017, s. 13–. Dostupné online. (polsky)
- ŻUK, Piotr; ŻUK, Paweł. 'Murderers of the unborn' and 'sexual degenerates': analysis of the 'anti-gender' discourse of the Catholic Church and the nationalist right in Poland. Critical Discourse Studies. 2019, s. 566–588. doi:10.1080/17405904.2019.1676808. S2CID 210358322.

### Související
- Anti-Gender Movements on the Rise? Strategising for Gender Equality in Central and Eastern Europe. [s.l.]: Heinrich Böll Foundation, 2015. (Publication Series on Democracy; sv. 38). Dostupné online. ISBN 978-3-86928-139-1.
- BERG, Lynn. Post-Digital Cultures of the Far Right. [s.l.]: transcript Verlag, 2018. (Edition Politik; sv. 71). ISBN 978-3-8394-4670-6. doi:10.14361/9783839446706-006. S2CID 158980543. Kapitola Between Anti-Feminism and Ethnicized Sexism. Far-Right Gender Politics in Germany, s. 79–92.
- BLÁZQUEZ-RODRÍGUEZ, Maribel; CORNEJO-VALLE, Mónica; PICHARDO-GALÁN, José Ignacio. La disputa del género en el Estado español desde el análisis del activismo católico. Ex aequo - Revista da Associação Portuguesa de Estudos sobre as Mulheres. 2018. doi:10.22355/exaequo.2018.37.04. (španělsky)
- BORTKIEWICZ, Paweł. Edukacja seksualna – czy rzeczywiście ślepa na płeć?. Teologia i Moralność. 1 January 2014, s. 133–. doi:10.14746/tim.2014.16.2.9. (polsky)
- BUSCHMANN, Dovainė. Worse than communism? Discursive anti-gender mobilizations in Lithuania. Informacijos Mokslai. 2017, s. 31–49. ISSN 1392-1487. CEEOL 671256.
- CARNAC, Romain. Imaginary enemy, real wounds: counter-movements, 'gender theory', and the French Catholic church. Social Movement Studies. 2020, s. 63–81. Dostupné online. doi:10.1080/14742837.2019.1708307. S2CID 213872442.
- CASE, Mary Anne. The Role of the Popes in the Invention of Complementarity and the Vatican's Anathematization of Gender. Religion and Gender. 2016, s. 155–172. doi:10.18352/rg.10124.
- CASE, Mary Anne. Trans Formations in the Vatican's War on 'Gender Ideology'. Signs: Journal of Women in Culture and Society. 2019, s. 639–664. Dostupné online. doi:10.1086/701498. S2CID 149472746.
- CORNEJO VALLE, Mónica; PICHARDO GALÁN, José Ignacio. Actores y estrategias en la movilización anti-género en España: el desplazamiento de una política de iglesia al activismo laico. Revista Psicología Política. 2018, s. 524–542. Dostupné online. ISSN 1519-549X. (španělsky)
- DARAKCHI, Shaban. 'The Western Feminists Want to Make Us Gay': Nationalism, Heteronormativity, and Violence Against Women in Bulgaria in Times of 'Anti-gender Campaigns'. Sexuality & Culture. 2019, s. 1208–1229. doi:10.1007/s12119-019-09611-9. S2CID 164787646.
- DIETZE, Gabriele. Anti-Genderismus intersektional lesen. Zeitschrift für Medienwissenschaft. 2015, s. 125–127. doi:10.25969/mediarep/1625. (de, en)
- ĎURINOVÁ, Petra; MALOVÁ, Darina. Gender issues in Kotleba's People's Party of Our Slovakia: An attempt at a thematic analysis. Human Affairs. 2017, s. 59–74. doi:10.1515/humaff-2017-0006. S2CID 152055594.
- FILLOD, Odile. L'invention de la 'théorie du genre': le mariage blanc du Vatican et de la science. Contemporary French Civilization. 2014, s. 321–333. doi:10.3828/cfc.2014.19. (francouzsky)
- GARBAGNOLI, Sara. Against the Heresy of Immanence: Vatican's 'Gender' as a New Rhetorical Device Against the Denaturalization of the Sexual Order. Religion and Gender. 2016, s. 187–204. doi:10.18352/rg.10156.
- GAWEDA, Barbara. The Recent Uprising against Gender Equality. Exploring the discursive construction of the «war on genderism» in Poland. Comunicazione Politica. 2017, s. 251–268. doi:10.3270/87223.
- GENNERO, Valeria. 'This Town Is Against Gender': Bending Gender in Italian Culture. Review of International American Studies. 2017, s. 105–120. Dostupné online. ISSN 1991-2773. CEEOL 596659.
- GEVA, Dorit. Non au gender: Moral epistemics and French conservative strategies of distinction. European Journal of Cultural and Political Sociology. 2019, s. 393–420. doi:10.1080/23254823.2019.1660196.
- Anti-Genderismus: Sexualität und Geschlecht als Schauplätze aktueller politischer Auseinandersetzungen. Redakce Hark Sabine. [s.l.]: transcript Verlag, 2017. ISBN 978-3-8394-3144-3. (de, en)
- HARSIN, Jayson. Global Cultures of Contestation: Mobility, Sustainability, Aesthetics & Connectivity. [s.l.]: Springer International Publishing, 30 November 2017. ISBN 978-3-319-63982-6. Kapitola Tactical Connecting and (Im-)Mobilizing in the French Boycott School Day Campaign and Anti-Gender Theory Movement, s. 193–214.
- KAOMA, Kapya. The Vatican Anti-Gender Theory and Sexual Politics: An African Response. Religion and Gender. 2016, s. 282–292. doi:10.18352/rg.10180.
- KEIL, André. 'We need to rediscover our manliness…': The language of gender and authenticity in German right-wing populism. Journal of Language and Politics. 2020, s. 107–124. doi:10.1075/jlp.19091.kei. S2CID 212858517.
- KOROLCZUK, Elżbieta. The Vatican and the Birth of Anti-Gender Studies. Religion and Gender. 2016, s. 293–296. doi:10.18352/rg.10181.
- KOROLCZUK, Elżbieta. Counteracting Challenges to Gender Equality in the Era of Anti-Gender Campaigns: Competing Gender Knowledges and Affective Solidarity. Social Politics: International Studies in Gender, State & Society. 2020, s. 694–717. doi:10.1093/sp/jxaa021.
- KOROLCZUK, Elżbieta. The fight against 'gender' and 'LGBT ideology': new developments in Poland. European Journal of Politics and Gender. 2020, s. 165–167. doi:10.1332/251510819X15744244471843.
- Gender as Symbolic Glue. The Position and Role of Conservative and Far Right Parties in the Anti-gender Mobilisation in Europe.. Redakce Kováts Eszter. [s.l.]: Foundation for European Progressive Studies and Friedrich Ebert Foundation, 2015. Dostupné online.
- KRAMPL, Ulrike; VON TIPPELSKIRCH, Xenia. Anti-Gender-Bewegungen in Europa. Erste kritische Bestandsaufnahmen. L'Homme. 2017, s. 101–108. doi:10.14220/lhom.2017.28.2.101. (německy)
- Anti-Gender Campaigns in Europe: Mobilizing against Equality. Redakce Kuhar Roman. [s.l.]: Rowman & Littlefield, 2017. ISBN 978-1-78660-001-1.
- KUHAR, Roman; ZOBEC, Aleš. The Anti-Gender Movement in Europe and the Educational Process in Public Schools. Center for Educational Policy Studies Journal. 2016, s. 29–46. Dostupné online. ISSN 1855-9719. doi:10.26529/cepsj.168. S2CID 19492497.
- KUHAR, Roman; PAJNIC, Mojca. Right-Wing Populism and Gender: European Perspectives and Beyond. Redakce Dietze Gabriele. [s.l.]: transcript Verlag, 2020. ISBN 978-3-8394-4980-6. Kapitola Populist Mobilizations in Re-Traditionalized Society: Anti-Gender Campaigning in Slovenia.
- LAVIZZARI, Anna. Protesting Gender: The LGBTIQ Movement and its Opponents in Italy. [s.l.]: Routledge, 2019. ISBN 978-1-000-76792-6.
- LAVIZZARI, Anna; PREARO, Massimo. The anti-gender movement in Italy: Catholic participation between electoral and protest politics. European Societies. 2019, s. 422–442. doi:10.1080/14616696.2018.1536801. S2CID 149699658.
- LILJA, Mona; JOHANSSON, Evelina. Feminism as Power and Resistance: An Inquiry into Different Forms of Swedish Feminist Resistance and Anti-Genderist Reactions. Social Inclusion. 2018, s. 82–94. doi:10.17645/si.v6i4.1545.
- MARTINSSON, Lena. When gender studies becomes a threatening religion. European Journal of Women's Studies. 2020, s. 293–300. doi:10.1177/1350506820931045. S2CID 221097446.
- MAYER, Stefanie; AJANOVIĆ, Edna. Right-Wing Populism and Gender: European Perspectives and Beyond. Redakce Sauer Birgit. [s.l.]: transcript Verlag, 2020. ISBN 978-3-8394-4980-6. Kapitola Man, Woman, Family. Gender and the Limited Modernization of Right-Wing Extremism in Austria.
- MORÁN FAÚNDES, José Manuel. The geopolitics of moral panic: The influence of Argentinian neo-conservatism in the genesis of the discourse of 'gender ideology'. International Sociology. 2019, s. 402–417. doi:10.1177/0268580919856488. S2CID 198756100.
- NYGREN, Katarina Giritli; MARTINSSON, Lena; MULINARI, Diana. Gender Equality and Beyond: At the Crossroads of Neoliberalism, Anti-Gender Movements, 'European' Values, and Normative Reiterations in the Nordic Model. Social Inclusion. 2018, s. 1–7. doi:10.17645/si.v6i4.1799.
- O’SULLIVAN, Míla; KRULIŠOVÁ, Kateřina. 'This agenda will never be politically popular': Central Europe's anti-gender mobilization and the Czech Women, Peace and Security agenda. International Feminist Journal of Politics. 2020, s. 526–549. doi:10.1080/14616742.2020.1796519. S2CID 222003458.
- PATERNOTTE, David; KUHAR, Roman. Disentangling and Locating the 'Global Right': Anti-Gender Campaigns in Europe. Politics and Governance. 2018, s. 6–19. Dostupné online. doi:10.17645/pag.v6i3.1557.
- PETO, Andrea. How are Anti-Gender Movements Changing Gender Studies as a Profession?. Religion and Gender. 2016, s. 297–299. doi:10.18352/rg.10182.
- Towards Just Gender Relations: Rethinking the Role of Women in Church and Society. Redakce Prüller-Jagenteufel Gunter. [s.l.]: Vandenhoeck & Ruprecht, 2019. ISBN 978-3-8470-0985-6.
- ROBCIS, Camille. Catholics, the 'Theory of Gender,' and the Turn to the Human in France: A New Dreyfus Affair?. The Journal of Modern History. 2015, s. 892–923. doi:10.1086/683599. S2CID 147228133.
- SAUER, Birgit. Anti-feministische Mobilisierung in Europa. Kampf um eine neue politische Hegemonie?. Zeitschrift für Vergleichende Politikwissenschaft. 2019, s. 339–352. doi:10.1007/s12286-019-00430-8.
- SAUER, Birgit. Capitalism in Transformation: Movements and Countermovements in the 21st Century. Redakce Atzmüller Roland. [s.l.]: Edward Elgar Publishing, 2019. ISBN 978-1-78897-424-0. Kapitola Cultural war 2.0? The relevance of gender in the radical populist-nationalist right, s. 169–182.
- SERRANO AMAYA, José Fernando. La tormenta perfecta: Ideología de género y articulación de públicos. Sexualidad, Salud y Sociedad (Rio de Janeiro). 2017, s. 149–171. doi:10.1590/1984-6487.sess.2017.27.09.a. (španělsky)
- ŚLEDZIŃSKA-SIMON, Anna. Populists, gender, and national identity. International Journal of Constitutional Law. 2020, s. 447–454. doi:10.1093/icon/moaa047.
- SPALLACCIA, Beatrice. Ideologia del gender: towards a transcultural understanding of the phenomenon. Modern Italy. 2020, s. 131–145. doi:10.1017/mit.2019.63. S2CID 214394727.
- SZWED, Anna. Kto się boi gender? : Kościół rzymskokatolicki w Polsce i kategoria płci. Kultura I Edukacja. 2015, s. 278–289. Dostupné online. ISSN 1230-266X. (polsky)
- TOWNS, Ann. Culture and Order in World Politics. [s.l.]: Cambridge University Press, 2020. ISBN 978-1-108-48497-8. Kapitola Gender, Nation and the Generation of Cultural Difference across ‘The West’, s. 271–293.
- VELMET, Aro. Sovereignty after Gender Trouble: Language, Reproduction, and Supranationalism in Estonia, 1980–2017. Journal of the History of Ideas. 2019, s. 455–478. Dostupné online. doi:10.1353/jhi.2019.0027. PMID 31327768. S2CID 198131650.
- WINKEL, Heidemarie. Global Historical Sociology and Connected Gender Sociologies: On the Re-Nationalization and Coloniality of Gender. InterDisciplines. Journal of History and Sociology. 2018. doi:10.4119/indi-1073.